# Album al numero uno in Finlandia (2015)
Questa è la lista degli album al numero uno in Finlandia nel 2015 secondo la Suomen virallinen lista.

## Classifica
| Suomen virallinen albumilista | Suomen virallinen albumilista | Suomen virallinen albumilista | Suomen virallinen albumilista |
| Settimana                     | Album                         | Artista                       | Nota                          |
| ----------------------------- | ----------------------------- | ----------------------------- | ----------------------------- |
| Settimana 1                   | Vain Elämää - Kausi 3 Ilta    | Artisti vari                  | [ 1 ]                         |
| Settimana 2                   | Vain Elämää - Kausi 3 Päivä   | Artisti vari                  | [ 2 ]                         |
| Settimana 3                   | Kiitos ei ole kirosana        | Haloo Helsinki!               | [ 3 ]                         |
| Settimana 4                   | Unholy Savior                 | Battle Beast                  | [ 4 ]                         |
| Settimana 5                   | Kiitos ei ole kirosana        | Haloo Helsinki!               | [ 5 ]                         |
| Settimana 6                   | Mesmeria                      | CMX                           | [ 6 ]                         |
| Settimana 7                   | Elävien kirjoihin             | Mokoma                        | [ 7 ]                         |
| Settimana 8                   | Elävien kirjoihin             | Mokoma                        | [ 8 ]                         |
| Settimana 9                   | One Man Army                  | Ensiferum                     | [ 9 ]                         |
| Settimana 10                  | Kiitos ei ole kirosana        | Haloo Helsinki                | [ 10 ]                        |
| Settimana 11                  | Kiitos ei ole kirosana        | Haloo Helsinki                | [ 11 ]                        |
| Settimana 12                  | Kiitos ei ole kirosana        | Haloo Helsinki                | [ 12 ]                        |
| Settimana 13                  | New Day Rising                | Von Hertzen Brothers          | [ 13 ]                        |
| Settimana 14                  | Endless Forms Most Beautiful  | Nightwish                     | [ 14 ]                        |
| Settimana 15                  | Endless Forms Most Beautiful  | Nightwish                     | [ 15 ]                        |
| Settimana 16                  | Endless Forms Most Beautiful  | Nightwish                     | [ 16 ]                        |
| Settimana 17                  | Malarian pelko                | Paperi T                      | [ 17 ]                        |
| Settimana 18                  | Lelu                          | Sanni                         | [ 18 ]                        |
| Settimana 19                  | Lelu                          | Sanni                         | [ 19 ]                        |
| Settimana 20                  | Endless Forms Most Beautiful  | Nightwish                     | [ 20 ]                        |
| Settimana 21                  | Sol Invictus                  | Faith No More                 | [ 21 ]                        |
| Settimana 22                  | En kommentoi                  | Antti Tuisku                  | [ 22 ]                        |
| Settimana 23                  | En kommentoi                  | Antti Tuisku                  | [ 23 ]                        |
| Settimana 24                  | Drones                        | Muse                          | [ 24 ]                        |
| Settimana 25                  | Drones                        | Muse                          | [ 25 ]                        |
| Settimana 26                  | Skills in Pills               | Lindemann                     | [ 26 ]                        |
| Settimana 27                  | Voicen Kesähitti 2015         | Artisti vari                  | [ 27 ]                        |
| Settimana 28                  | Voicen Kesähitti 2015         | Artisti vari                  | [ 28 ]                        |
| Settimana 29                  | En kommentoi                  | Antti Tuisku                  | [ 29 ]                        |
| Settimana 30                  | En kommentoi                  | Antti Tuisku                  | [ 30 ]                        |
| Settimana 31                  | En kommentoi                  | Antti Tuisku                  | [ 31 ]                        |
| Settimana 32                  | En kommentoi                  | Antti Tuisku                  | [ 32 ]                        |
| Settimana 33                  | En kommentoi                  | Antti Tuisku                  | [ 33 ]                        |
| Settimana 34                  | Pettymys                      | Pyhimys                       | [ 34 ]                        |
| Settimana 35                  | Meliora                       | Ghost                         | [ 35 ]                        |
| Settimana 36                  | Bad Magic                     | Motörhead                     | [ 36 ]                        |
| Settimana 37                  | The Book of Souls             | Iron Maiden                   | [ 37 ]                        |
| Settimana 38                  | The Book of Souls             | Iron Maiden                   | [ 38 ]                        |
| Settimana 39                  | Silvër Horizon                | Diablo                        | [ 39 ]                        |
| Settimana 40                  | Diskovibrator                 | Turmion Kätilöt               | [ 40 ]                        |
| Settimana 41                  | I Worship Chaos               | Children of Bodom             | [ 41 ]                        |
| Settimana 42                  | Sinun vuorosi loistaa         | Juha Tapio                    | [ 42 ]                        |
| Settimana 43                  | Alpha Omega                   | Cheek                         | [ 43 ]                        |
| Settimana 44                  | Alpha Omega                   | Cheek                         | [ 44 ]                        |
| Settimana 45                  | Vain Elämää - Kausi 4 Päivä   | Artisti vari                  | [ 45 ]                        |
| Settimana 46                  | Vain Elämää - Kausi 4 Päivä   | Artisti vari                  | [ 46 ]                        |
| Settimana 47                  | Made in the A.M.              | One Direction                 | [ 47 ]                        |
| Settimana 48                  | 25                            | Adele                         | [ 48 ]                        |
| Settimana 49                  | 25                            | Adele                         | [ 49 ]                        |
| Settimana 50                  | 25                            | Adele                         | [ 50 ]                        |
| Settimana 51                  | 25                            | Adele                         | [ 51 ]                        |
| Settimana 52                  | 25                            | Adele                         | [ 52 ]                        |
| Settimana 53                  | 25                            | Adele                         | [ 53 ]                        |